# 六艺

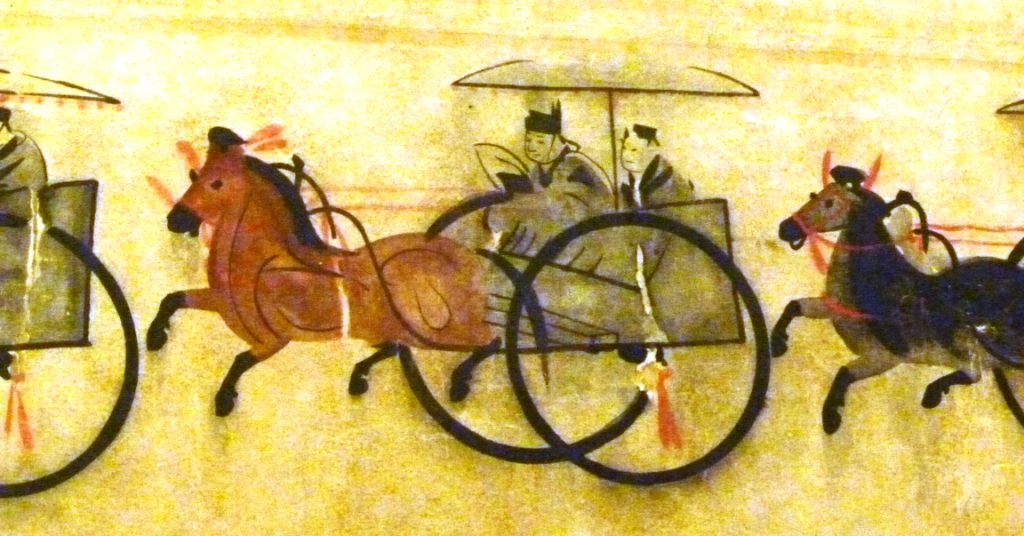
六藝之御

六藝是中国古代儒家要求学生掌握的六種基本才能，也泛指中国古代高等教育的学科总称。六藝有两种的含义，分別是《周礼》的古六藝和孔子提出春秋后的六藝。
《周礼》的六藝是西周前贵族教育的六个学科：禮、樂（詩）、射、御、書、數。其中禮分五礼（吉、凶、宾、军、嘉）；乐分六乐（云门、大咸、大韶、大夏、大濩、大武）；射分五射（白矢、参连、剡注、襄尺、井仪）；御有五御（鸣和鸾、逐水曲、过君表、舞交衢、逐禽左），书有六书（象形、指事、会意、形声、转注、假借）、數有九數（方田、粟米、差分、少广、商功、均输、方程、盈不足、旁要）。
汉代以来六艺亦指六經，即《詩》、《書》、《禮》、《樂》、《易》、《春秋》。汉武帝兴太学，立五经博士，专以六艺设教。《论语》、《孝经》、《尔雅》则同附六艺略之后。

## 六艺
六藝要求学生掌握的六種基本才能：禮、樂（詩）、射、御、書、數。《五經述解》：「六藝數家或以『詩』代『樂』，緣古人詩以合樂者，實『樂』方正宗也。」凡此六艺，都是当时贵族阶级日常事务中所必需历练的几项才干。故贵族及民间俊秀，必先习此六艺，乃能在贵族圈中服务。西周時期，學校有國學和鄉學兩種，是国子接受教育的地方。前者設在周王朝都城和諸侯都城，教學對象是大貴族的子弟。而後者設在各地，是一般貴族子弟的學校。當時非貴族的百姓都未有機會得到教育。當時主要教學內容是六藝。

### 禮
「禮」，簡單來說，就是禮節。
禮有「五禮」:
- 吉禮
- 凶禮
- 賓禮
- 軍禮
- 嘉禮

孔子對兒子孔鯉有兩次的叮嚀告誡，其中一次說道：一個人如果不知道人與人之間相處的各種禮節、規矩，則必然會手足無措，無以立足於社會，是失禮無道的行為。故身為一個人，首先必須要學禮。

### 樂
- 音樂。六乐 ：云门大卷(黃帝)、大咸(堯)、大韶(舜)、大夏(禹)、大濩(湯)、大武(周)等古乐。前四為文，後二為武。此皆天地的和諧之音，可以陶冶性情，並可以柔和禮之別異，使禮剛中帶柔，相輔相成。

### 射
射箭技術。五种射技為：白矢、参连、剡注、襄尺、井儀。
- 白矢，箭穿靶子而箭頭發白，表明發矢準確而有力

射箭時在空中觀若一白線，表示箭速快而準（直線射擊）
- 参連，前放一矢，后三矢连续而去，矢矢相属，若連珠之相衔
- 剡注，謂矢發之疾，瞄時短促，上箭即放箭而中
- 襄尺，臣與君射，臣不與君并立，讓君一尺而退

地上置一靶，於遠處射擊，為拋物線射擊（拋射）
- 井儀，四矢連貫，皆正中目標

在遠處依序射擊四矢，於同一時間到達目標（參考現代自走榴彈砲射擊）
射箭除了是一種技能之外，同時也是表現君子風範的一種技術。孟子說，當箭無法正中目標，不是別人的問題，要反省是自己的問題。這種精神能充分表現孔子在修身上常言的：「凡事行有不得，皆反求諸己」。

### 御
駕駛馬車的技術。
- 鸣和鸾：谓行车时和鸾之声相应
- 逐水车：随曲岸疾驰而不坠水
- 过君表：经过天子的表位有礼仪
- 舞交衢：过通道而驱驰自如
- 逐禽左：行猎时追逐禽兽从左面射获

### 書
书法（书写，识字，作文）六书：象形 、指事、会意、形声、转注、假借

### 數
算术知识。九数
- 方田(以邊長計算面積)
- 粟米(比例計算)
- 衰分(從大等比漸差而小)
- 少广(已知面積或體積，求邊長)
- 商功(測量體積，計算工程用工)
- 均输(以田地人戶數量求賦稅金額;以道路遠近及負載輕重求腳費多寡;以不同的物價高低求平均數等，為一種賦稅計算。)
- 方程(正數負數加減法)
- 贏不足(盈虧計算)
- 旁要(勾股)。

- 弹琴
- 笄禮笄禮
- 书法

春秋战国时期，礼崩乐坏，孔子提倡继承周代礼乐文化，大力推行六艺教育。《论语·述而》说：“志于道，据于德，依于仁，游于艺。”这里的“艺”一般都解释为六艺。孔子自己早年受过良好的六艺教育，也十分擅长驾车，以礼、乐、射、御、书、數为教，创设了儒家学派。三千弟子当中，身通六艺者有七十二人。孔子晚年删《诗》《书》、定《礼》《乐》、修《春秋》、序《易传》，将它们作为教材教授弟子。孔子之后，六艺教育与六经教育成为儒家教育两大传统。

## 六艺的教育

### 中國

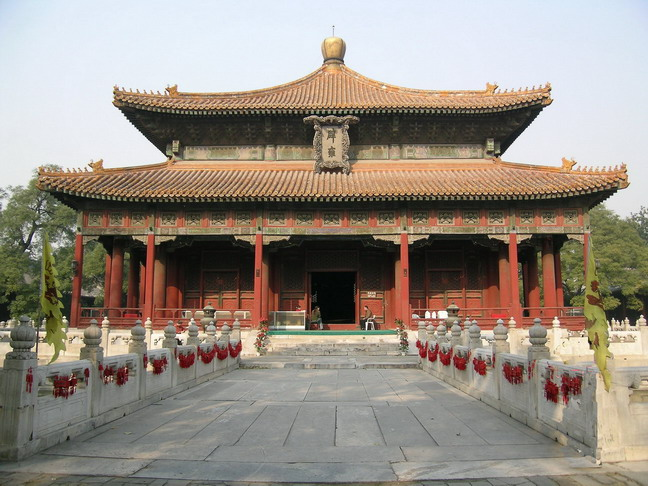
國子監

六艺教授可分为小学和大学，小学以书、數为主，大学以礼、乐、射、御为主。到了漢朝，以六經為尊，中央設太學，地方也開始設立郡學、州學、府學、縣學。晉武帝咸寧二年（公元276年）始設國子學，與太學並立。南北朝時，或設國子學，或設太學，或兩者同設。北齊改名國子寺。隋文帝時以國子寺總轄國子、太學、四門等學。隋煬帝時改國子寺為國子監。唐代沿袭旧制，在国子监下设立国子学、太学、四门学、律学、书学、算学，称为“六学”。六学之中，国子学地位最高，吸收三品以上官员子弟入学，太学吸收五品以上官员子弟，其他则吸收低级官员子弟，还可吸收一定数量的庶民子弟，並且还有日本和朝鲜半岛的外国学生前来留学。
以书取人始于汉代，置书学博士始于晋代，而专门设置书学则是从唐代开始的。唐代国子监书学馆的教科书包括《石經》、《說文》、《字林》等等，专门讲授书法。算学馆教课书包括《九章》、《海島》、《孫子》、《五曹》、《張丘建》、《夏侯陽》、《周髀》、《缀术》等等。国子监生员唯弹琴、习射不禁。因为乐、射两项属于儒家"六艺"范畴，不但不可禁止，还应大力提倡。唐代曾一度改国子监为司成馆、成均馆，后又恢复原名。
宋初，學制上仍沿唐舊制，承襲了廟學制的精神。惟國子監中，只設有國子學及太學。洪武初年规定生员专治一经，以礼、乐、射、御、书、數
设科分教。洪武二年又重行规定，计分礼、射、书、數四科，颁经史礼仪等书，要生员熟读精通，朔望又须学射于射圃，每日习书500字，数学须通《九章算術》。洪武三年(1370年)，朱元璋指示“国子生及县学生员皆习射……命国子监辟射圃赐诸生弓矢”。洪武二十三年，國子監修建了射圃，給監生分發了弓箭，供監生練武習射。孔庙、国子监西侧辟有空地，用作考核生员习射水平的射圃。此外，府学、县学也都修建了射圃。
明代杭州文庙之东设有射圃，是用来教学生练习射箭及武艺的地方。文庙生员有文武之分，射圃是武生员习武之所。武生员属教官管理，除骑射外，教以五经七书，晨将传及孝经四书，俾知大义。在射圃内，置备弓矢，教官率武生较射。明代武学创设于洪武年间，开始仅在大宁等儒学内设置武学科目，教导武官子弟。英宗正统年间，正式建立两京武学，分别设教授1人，训导6人，教习幼官及子弟未袭职者，储养训习以备任用。
北宋范仲淹创办的苏州府学，胡瑗主教，主张诸生习射游息，曾举行乡射。宋儒胡瑗、明儒颜元在自己主持的书院中推行六艺教育，都取得了明显的成就。颜元针对程朱理学脱离实际的教育方法，主张把“六艺”教育作为整个教育的基础，致力于培养有真本领的经世致用的全才。他提倡恢复“周孔正学”，主张以“六德、六行、六艺及兵农钱谷、水火工虞之类，教其门人”，尤重六艺之学。

### 日本
日本模仿唐朝国子监，按照《养老律令》学令规定，统一了六学，建立了以培养官吏为目的的大学寮。日本大学寮的科目有明经道、算道、书道、音道等。明经道研究九经，即三经，三传，三礼：《诗经》，《书经》，《易经》；《公羊传》，《谷梁传》，《左氏传》；《周礼》，《仪礼》，《礼记》。算经条规定的教科书也包括孙子、五曹、九章、海岛、六章、缀术、三开重差、周髀、九司。也同样规定不得作乐及杂戏唯弹琴习射不禁。而在各地方藩国设立“国学”。至江户时期，德川幕府实行“文治”政策，中央设昌平坂“学问所”，各藩国设“藩校”，有的地方在藩校下还有“乡校”。幕府在藩士教育上贯彻了朱元璋“文武兼备”的教育理念。藩校以六艺教育为基础，包括礼法、音乐、弓术、马术、习字、算术。 日本最大的藩校弘道馆还保留了“游于艺”的扁額。宫本武藏提出了“十能七藝”的说法，除了剑・槍・弓・馬・柔・砲六艺以外，又增加了兵法。各藩在各自藩校中設置武道場，並聘請師範。明治维新以后，1872年《学制令》颁布，一些藩校与私塾被改建为中等学校，六艺作为武士教育的一部分也延续了下去。
- 日本弓道
- 弓道
- 骑马
- 相见礼
- 士族婚礼
- 妇见舅姑
- 弹琴

### 朝鮮國
朝鲜国学名成均馆，始建于1358年。朝鲜时代儒敎界提倡文武双全，礼、乐、射、御、书、數谓之“六礼”。六礼中的“射”，是儒生必备的基本技能之一。课程内容主要是儒教经典和修身养性等学问，读经典都有时间限定，如《大学》1个月，《中庸》2个月，《论语》、《孟子》各4个月，《书经》、《诗经》、《春秋》各6个月，《周易》、《礼记》各7个月等；儒生书写以工整的楷书为基础。
- 朝鮮宗廟祭禮
- 韓國婚禮中的幣帛儀式

## 参見
- 七艺

## 外部連結
中華百科全書：六藝 （页面存档备份，存于）